# Chiesa di San Cristoforo alla Certosa
La chiesa di San Cristoforo alla Certosa si trova a Ferrara in piazza Borso d'Este 50, parte integrante del cimitero monumentale della Certosa di Ferrara.

## Storia
Borso d'Este nel 1452 volle che a Ferrara fosse costruito un grande monastero ed invitò per tale fine i monaci di Grenoble, dell'ordine certosino. Come da tradizione dell'ordine, si scelse un luogo isolato, lontano dal centro cittadino. Solo vari decenni dopo, con l'Addizione Erculea voluta da Ercole I d'Este ed affidata all'architetto di corte Biagio Rossetti il complesso venne a trovarsi vicino al nuovo baricentro cittadino e compreso all'interno delle mura di Ferrara.
La chiesa recente venne edificata a partire dal 1498, accanto al primitivo luogo di culto. Il tempio rappresenta l'opera più matura di Biagio Rossetti anche se per alcuni studiosi i documenti storici non ne suffragano in modo certo la paternità. L'apertura al culto fu possibile solo nel 1551.
I monaci vennero espropriati della chiesa e del monastero con le soppressioni napoleoniche. Acquistata dal comune di Ferrara venne riaperta al culto nel 1813 e l'area adiacente fu destinata a cimitero pubblico, che divenne monumentale. 
La chiesa primitiva e il chiostro vennero in seguito abbattuti per costruire un portico che caratterizza la piazza antistante. 
Fu gravemente danneggiata durante la seconda guerra mondiale ed andarono distrutti il campanile, la copertura dell'abside ed il frontone sud del transetto. Già a partire dal primo dopoguerra e per tutto il XX secolo è stata oggetto di diversi interventi di restauro e consolidamento.

## Descrizione

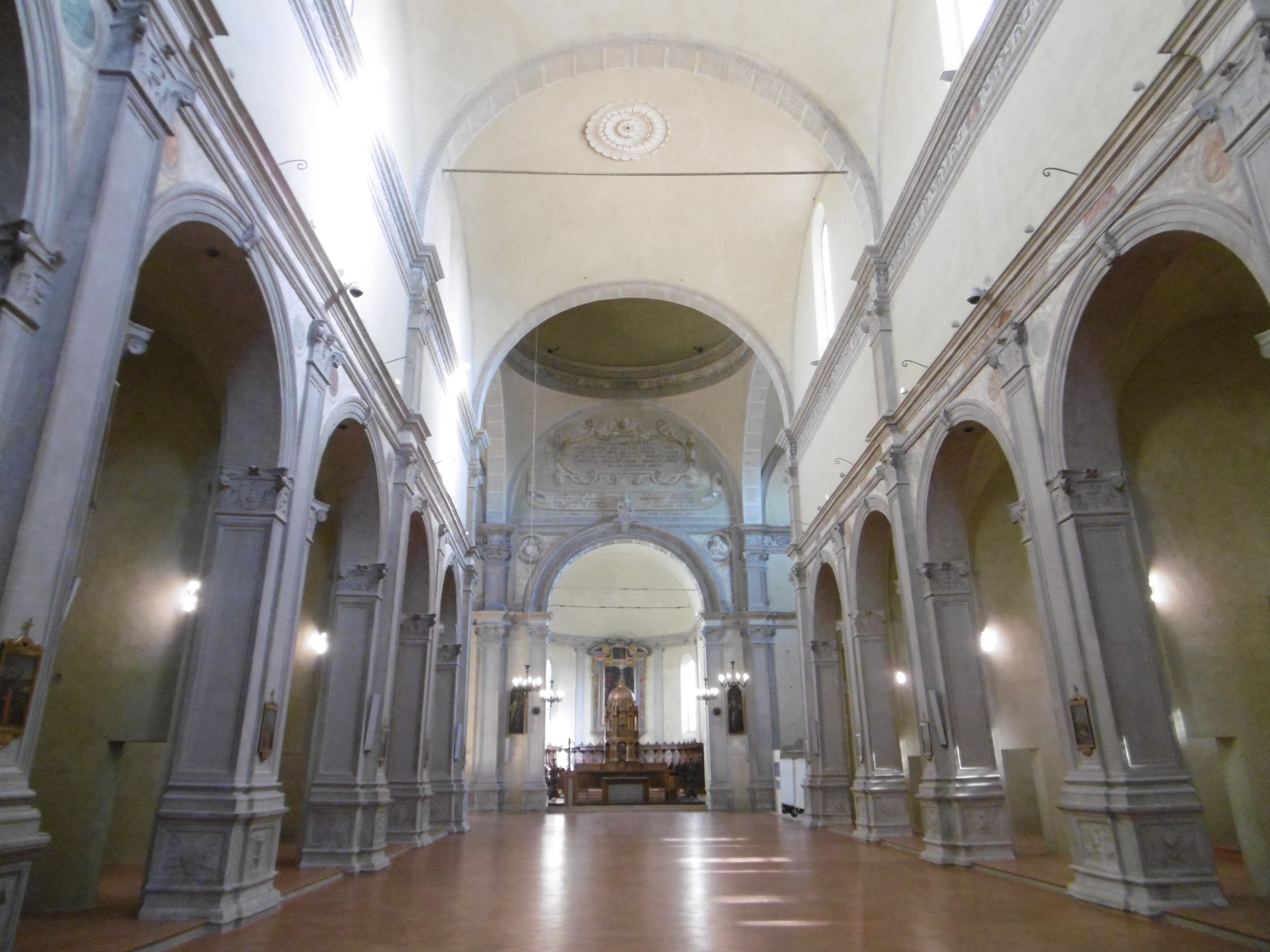
Interno

### Esterno
La facciata è incompiuta e pare fosse destinata ad accogliere un rivestimento marmoreo. Nel Settecento fu aggiunto il monumentale portale marmoreo sormontato dallo stemma dell'ordine certosino, realizzato su disegno di Gaetano Barbieri dai veronesi Pietro Puttini e Francesco Zoppo (i due putti).

### Interno

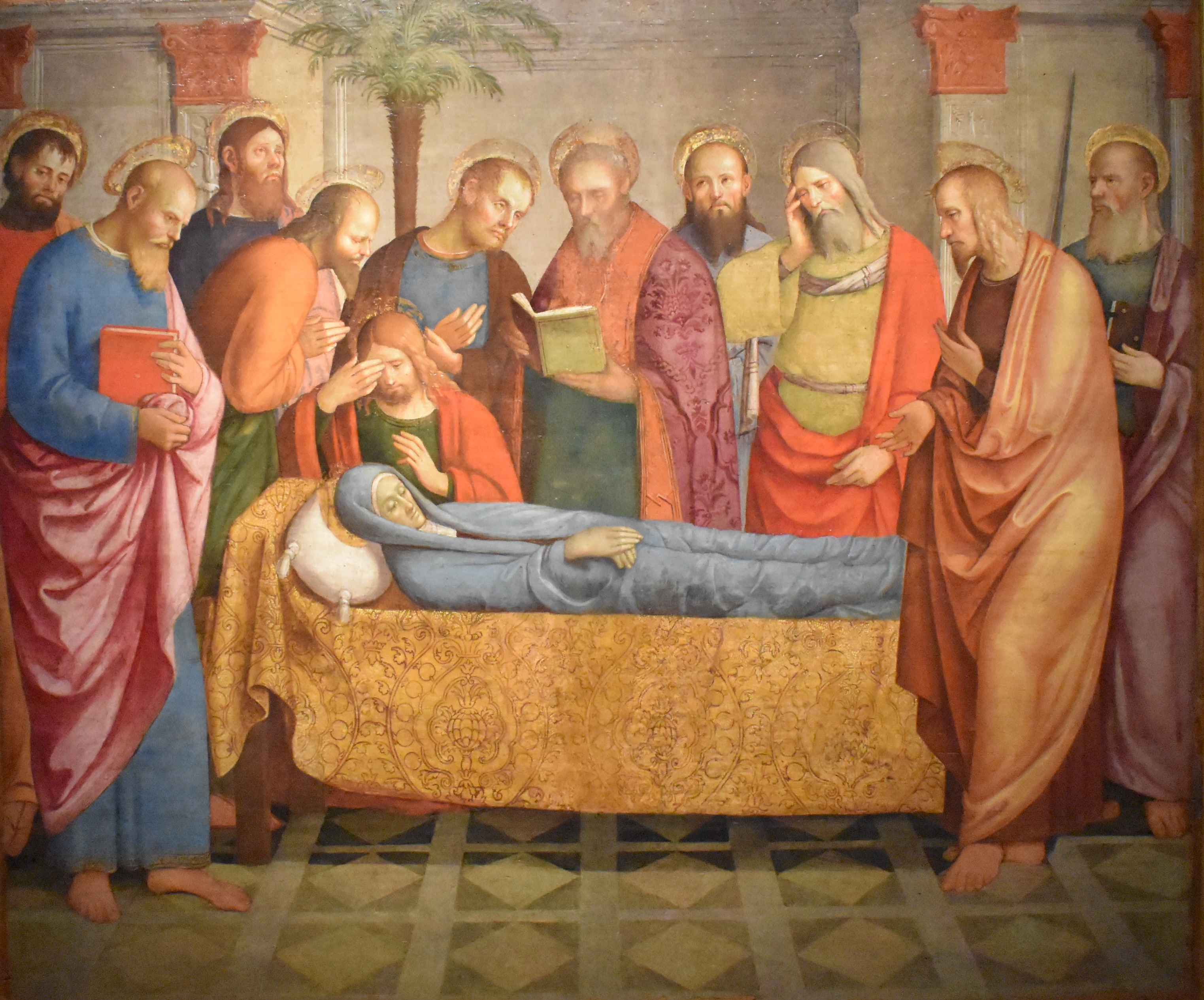
Niccolò Pisano, Transito della Vergine, c. 1502

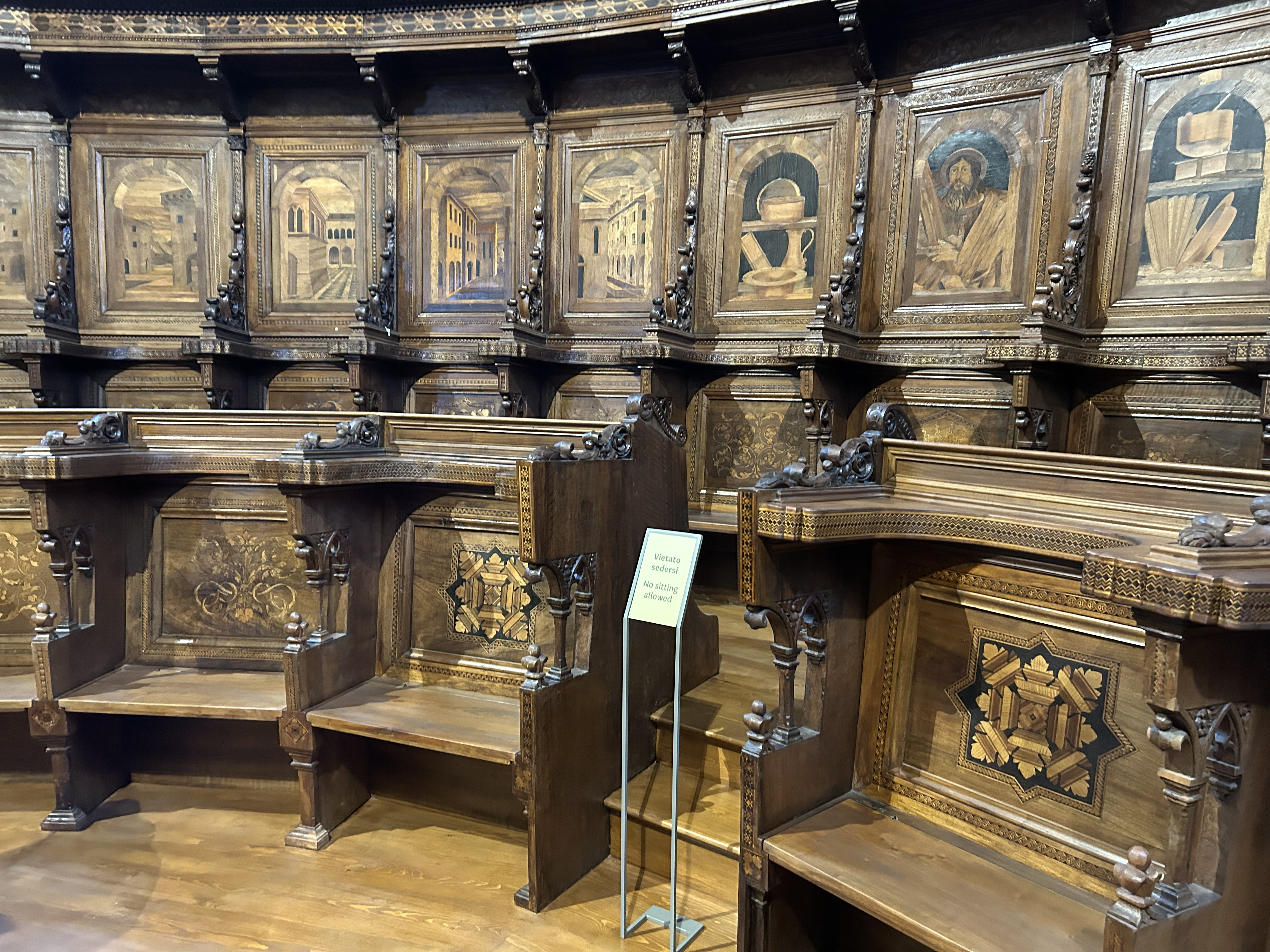
Pier Antonio degli Abbati (attribuito a), coro ligneo, dettaglio, ultimo decennio del secolo XV, proveniente dalla Chiesa di Sant'Andrea di Ferrara

L'interno è grandioso, a navata unica e con sei cappelle laterali. I bassorilievi marmorei collocati alle basi dei pilastri sono dell'inizio del 1500 e raffigurano imprese araldiche della casata estense, in particolare quelle di Borso d'Este (paraduro, pozzo, unicorno), Ercole I (diamante, quercia, idra), Alfonso I (granata), Ippolito I (falcon tempo). Sono presenti anche molti simboli religiosi certosini.
Nella chiesa sono conservate opere di Nicolò Rosselli, Niccolò Pisano, Ludovico Carracci, Agostino Carracci, Sebastiano Filippi, Francesco Naselli, Giacomo Parolini, Giuseppe Antonio Ghedini e di altri pittori ferraresi del tardo Cinquecento.
Sopravvissuta alle confische napoleoniche e al bombardamento del gennaio 1944, poi arrotolata, senza protezione e in balia di eventi atmosferici, è tornata dopo quasi 80 anni nella sua sede (parete sinistra del presbiterio) una grande tela (circa 36 metri quadrati) di Giuseppe Avanzi rappresentante l'Apparizione della Beata Vergine e San Pietro ai compagni di San Brunone, recuperata grazie a un lungo e accurato restauro. Sulla parete destra è prevista la collocazione, una volta terminato il restauro, di un altro dipinto di Avanzi di analoghe dimensioni, raffigurante l'Apparizione di san Brunone a Ruggero Conte di Sicilia prima della battaglia.
Sull'altare maggiore è presente un pregevole ciborio ligneo, progettato dall'architetto Nicolò Donati e realizzato nel 1597 da Marc'Antonio Maldrato. Il coro ligneo da 56 stalli a tarsie prospettiche è attribuito a Pier Antonio degli Abbati e proviene dalla chiesa di Sant'Andrea da dove fu trasferito alla fine dell'Ottocento.

### Fonti
- Carlo Bassi, Nuova guida di Ferrara. Vita e spazio nell'architettura di una città emblematica, Ferrara, 2G editrice (Ristampa anastatica dell'edizione del 1981 edita da Italo Bovolenta), 2012, ISBN 8889248149.
- Marcello Toffanello, Ferrara: la città rinascimentale e il delta del Po, Roma, Libreria dello Stato, Istituto poligrafico e Zecca dello Stato, 2005, SBN UFE0989716.
- Barbara Ghelfi (testi), Ferrara estense. Guida storico-artistica, Cinisello Balsamo, Silvana editoriale, 2004, SBN MOD0889784.
- Carlo Bertelli, Carlo Bassi, Micaela Torboli, Diego Marani, San Cristoforo alla Certosa a Ferrara, Milano, Skira, 2007, ISBN 978-88-6130-357-7.

### Approfondimenti
- Roberto Roda e Renato Sitti (a cura di ), La Certosa di Ferrara, Padova, Interbooks, 1985, SBN CFI0100378.
- Pier Luigi Bagatin, La tarsia rinascimentale a Ferrara: il coro di Sant'Andrea, Pubblicato in occasione della mostra tenuta a Ferrara nel 1991, Firenze, Comune di Ferrara - Centro Di, 1991, ISBN 9788870382020.
- Rita Fabbri, Elisabetta Lopresti, Giuliana Marcolini (a cura di), La Certosa di San Cristoforo. Testimone di arte e architettura cartusiana in terra estense,   Manfredi Edizioni, Imola, 2018, ISBN 9788899519612.